# Terzo di Aquileia
Terzo di Aquileia (friuli nyelven Tierç di Aquilee, helyi nyelvjárásban Tiars) település Olaszországban, Friuli-Venezia Giulia régióban, Udine megyében. Lakosainak száma 2742 fő (2023. január 1.). Terzo di Aquileia Aquileia, Cervignano del Friuli, Grado, Torviscosa és Fiumicello Villa Vicentina községekkel határos.

## Népesség
A település népességének változása:
| Lakosok száma | 2826 | 2843 | 2742 |
|               | 2017 | 2018 | 2023 |